# Frankfurter Würstchen

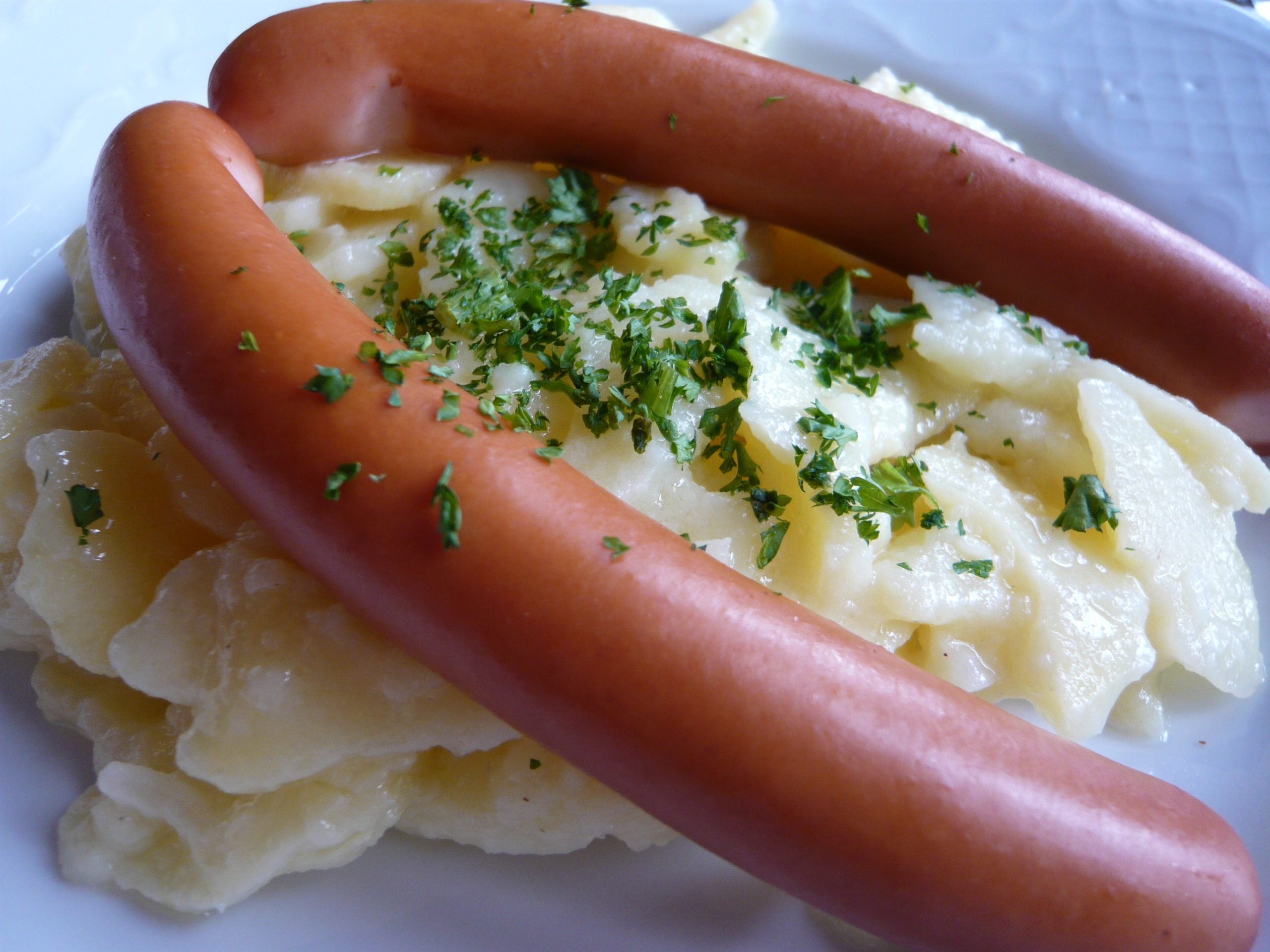
Ein Paar Frankfurter auf Kartoffelsalat

Als Frankfurter Würstchen (kurz „Frankfurter“) bezeichnet man eine dünne Brühwurst aus reinem Schweinefleisch im Saitling (Dünndarm vom Schaf). Ihr besonderes Aroma wird durch ein spezielles Räucherverfahren bei niedrigen Temperaturen erreicht.
Zum Verzehr werden Frankfurter Würstchen nicht gekocht, sondern nur etwa acht Minuten in heißem Wasser erhitzt, da die Haut sonst schnell aufplatzt. Gegessen werden sie traditionell paarweise mit Senf oder Meerrettich und Brot oder Kartoffelsalat.
Frankfurter Würstchen werden auch in der Frankfurter Linsensuppe serviert.

## Geschichte
In historischen Quellen werden die schon seit dem Mittelalter als Spezialität gerühmten Frankfurter Würste durchweg als Bratwürstchen bezeichnet. Sie bildeten zum Beispiel ein wichtiges Füllsel für den bei Kaiserkrönungen auf dem Römerberg am Spieß gebratenen Ochsen. Ob sich der Name Bratwurst aus der Zubereitung oder der Herstellung aus Brät ableitete, ist unklar, da historische Rezepte nicht überliefert sind. Es ist jedoch davon auszugehen, dass die Füllung der Würste mit der früher zur Verfügung stehenden Technik nicht so fein war wie heute. Spätestens seit dem frühen 19. Jahrhundert ist belegt, dass die Würste vor dem Verkauf geräuchert wurden.
Sicher ist, dass die Würstchen ausschließlich Schweinefleisch enthielten, da die Frankfurter Metzger bis zur Einführung der Gewerbefreiheit 1864 immer nur eine Sorte Fleisch verarbeiten durften.
Die ursprünglichen Frankfurter Würstchen wurden ohne Nitritpökelsalz hergestellt. Nach dem speziellen Reife- und Räucherverfahren legte man die goldgelb geräucherten und seidig matt schimmernden Würstchen in Holzkistchen zwischen einzelne Lagen Pergamentpapier. Dadurch erhielten die original Frankfurter Würstchen ihre typische Vierkantform.

## Name
Der Name „Frankfurter Würstchen“ ist in Deutschland seit etwa 1860 als geografische Herkunftsbezeichnung geschützt und darf seit 1929 nur für Würstchen verwendet werden, die tatsächlich aus dem Raum Frankfurt am Main (in der Regel von spezialisierten Metzgereien aus Neu-Isenburg und Dreieich) kommen. Eine Berliner Firma, die zu dieser Zeit Frankfurter Würstchen herstellte, wurde von 13 Frankfurter Firmen verklagt und verlor den Prozess.
Außerhalb Deutschlands gilt Frankfurter als Gattungsbezeichnung und ist daher nicht geschützt. Auch auf EU-Ebene besteht keine geschützte geografische Angabe für Frankfurter Würstchen. Weltweit bekannt wurde der Name Frankfurter dabei vor allem für Würstchen, die in Deutschland und der Schweiz als Wiener bzw. Wienerli bezeichnet werden. Einer Überlieferung nach verkaufte der von Frankfurt nach Wien ausgewanderte Metzgermeister Johann Georg Lahner dort 1805 erstmals Würstchen, die er als Frankfurter bezeichnete und nach einem Rezept herstellte, das er in Frankfurt kennengelernt hatte. Anders als in Frankfurt durften die Fleischhauer in Wien eine Mischung von Rind- und Schweinefleisch verwenden.